# アデニウム・オベスム

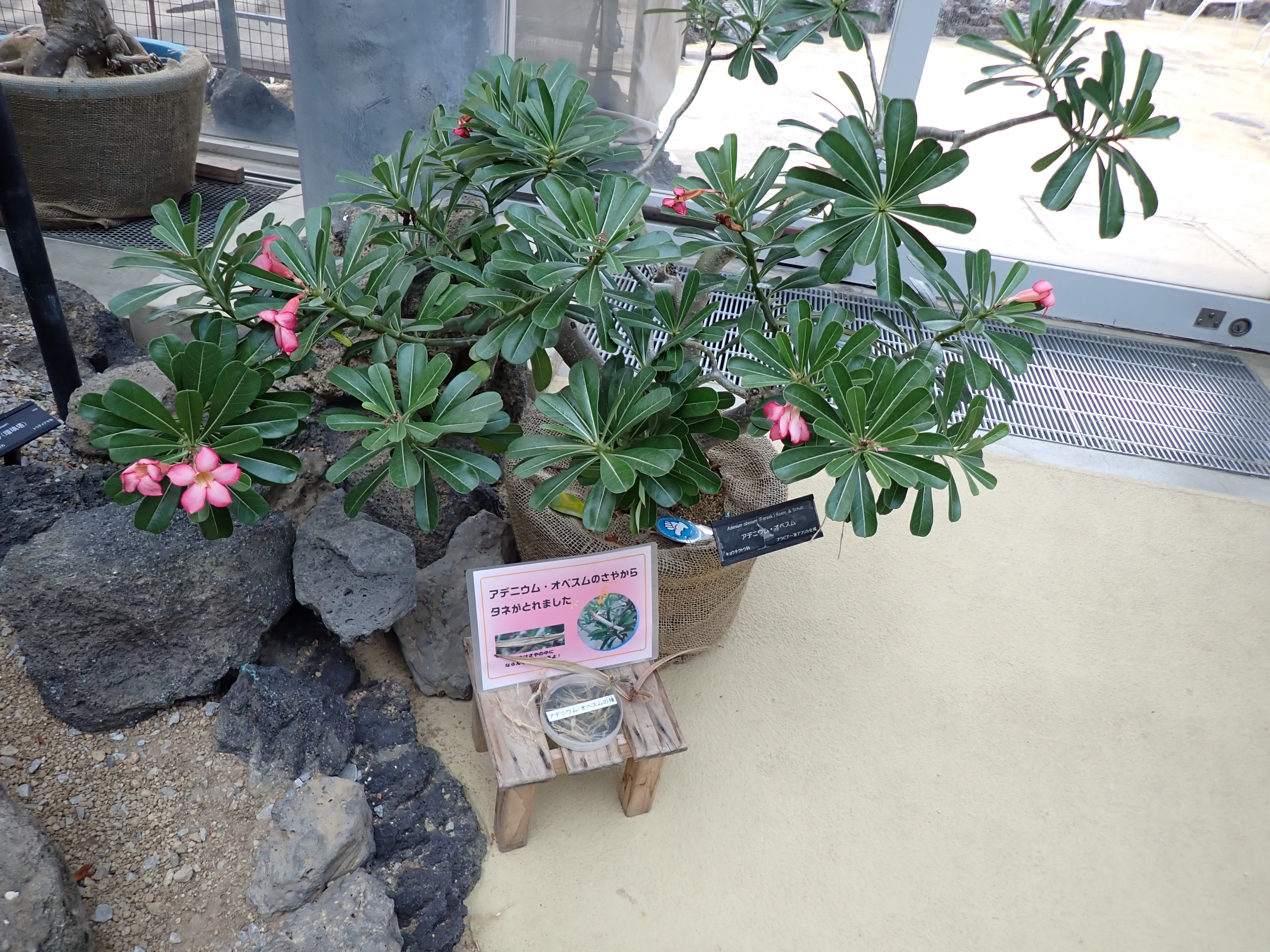
アデニウム・オベスム（2024年11月 大阪市 咲くやこの花館）

アデニウム・オベスム（別名　サバクノバラ、学名：Adenium obesum）はキョウチクトウ科アデニウム属の常緑〜雨緑性の落葉低木。多肉植物。アデニウム属の代表的な種とされ、属名のアデニウムやアデニュームでも流通する。
種小名obesumは肥満を意味し、膨らんだ茎に由来する。

## 特徴
樹高1–3 mになる。茎は多肉質で、基部はとっくり状に膨らむ。葉は長さ5–15 cm、全縁の単葉でヘラ形、葉表はツヤがあり革質で濃緑色、枝の先端部分にらせん状につく。花は枝の先端付近につき、花冠は径5–8 cmの筒状で、筒の内側は淡黄色、花冠の先は5裂し、白〜桃地に赤い縁取りがある。沖縄県内における開花期は3–10月で、温室内では常緑で随時開花し、冬も8℃以上に保てば落葉せず開花が続く。極度の乾燥や低温が続くと休眠する。

## 分布と生育環境
アラビア半島〜アフリカ原産。原産地では乾燥した砂地や岩の多い地帯に生育する。

## 利用
温室内で栽培されるほか、亜熱帯の沖縄県では公園樹や庭園への露地栽培、鉢植えでも多く利用される。植栽には日当たりが良く、排水の良い場所が望ましい。茎が柔らかいので、風当たりの弱い場所を選ぶ。病虫害は少ない。繁殖は挿木、取木、種子による。有毒成分を含み、原産地では矢毒や釣り針につける毒として利用される。